# Hadschi Baba Scheich
Hadschi Baba Scheich (auf kurdisch Hecî Baba Şêx; * 1882 in Bukan; † 1959) war Ministerpräsident der kurzlebigen Republik Kurdistan. 
Nach dem Ende der Republik durch die iranische Armee, die am 16. Dezember 1946 die Republik eroberte, wurde er als einziger nicht zusammen mit Präsident Qazi Mohammed und weiteren Mitgliedern der Regierung am 30. März 1947 auf der Tschuar-tschira-Platz (Vier-Lampen-Platz) erhängt. Dies lag daran, dass er wegen seines religiösen Ranges immun war. Der kurdische Journalist und Dichter Hêmin Mukriyanî war während der Zeit der Republik sein Sekretär.